# FBXO36
FBXO36 (англ. F-box protein 36) – білок, який кодується однойменним геном, розташованим у людей на 2-й хромосомі. Довжина поліпептидного ланцюга білка становить 188 амінокислот, а молекулярна маса — 22 105.
| 10         |  | 20         |  | 30         |  | 40         |  | 50         |
| ---------- |  | ---------- |  | ---------- |  | ---------- |  | ---------- |
| MASWLPETLF |  | ETVGQGPPPS |  | KDYYQLLVTR |  | SQVIFRWWKI |  | SLRSEYRSTK |
| PGEAKETHED |  | FLENSHLQGQ |  | TALIFGARIL |  | DYVINLCKGK |  | FDFLERLSDD |
| LLLTIISYLD |  | LEDIARLCQT |  | SHRFAKLCMS |  | DKLWEQIVQS |  | TCDTITPDVR |
| ALAEDTGWRQ |  | LFFTNKLQLQ |  | RQLRKRKQKY |  | GNLREKQP   |  |            |

A: Аланін

C: Цистеїн

D: Аспарагінова кислота

E: Глутамінова кислота

F: Фенілаланін

G: Гліцин

H: Гістидин

I: Ізолейцин

K: Лізин

L: Лейцин

M: Метіонін

N: Аспарагін

P: Пролін

Q: Глутамін

R: Аргінін

S: Серин

T: Треонін

V: Валін

W: Триптофан

Задіяний у таких біологічних процесах, як убіквітинування білків, альтернативний сплайсинг. 